# لويس فرنسوا ميندي
لويس فرنسوا ميندي (بالفرنسية: Louis François Mendy) هو منافس ألعاب قوى سنغالي، ولد في 2 مارس 1999.

## وصلات خارجية
- لويس فرنسوا ميندي على موقع الاتحاد الدولي لألعاب القوى (الإنجليزية)
- لويس فرنسوا ميندي على موقع أوليمبيديا (الإنجليزية)